# Dante's Inferno (film fra 1924)
Dante's Inferno er en amerikansk stumfilm fra 1924 af Henry Otto.

## Medvirkende
- Ralph Lewis som Mortimer Judd
- Winifred Landis som Mrs. Judd
- William Scott som Ernest Judd
- Pauline Starke som Nursei Marjorie Vernon
- Josef Swickard som Eugene Craig
- Gloria Grey som Mildred Craig
- Lorimer Johnston
- Lawson Butt som Dante
- Howard Gaye som Virgil